# Mông Thuấn Hóa Trinh
Thuấn Hóa Trinh（giản thể: 舜化贞; phồn thể: 舜化貞; bính âm: Shùnhuàzhēn, 877-902） là kì tử của Long Thuấn và là đệ tam đại quốc vương Nam Chiếu. Thuấn Hóa Trinh tại vì từ năm 897 đến năm 902. Năm 897, Long Thuấn bị sát hại, Thuấn Hóa Trinh kế vị. Thanh bình quan Trịnh Mãi Tự chuyên quyền, Thuấn Hóa Trinh phái sứ giả kế tục sang nhà Đường thỉnh cầu hòa hiếu song Đường Chiêu Tông không đồng ý. Không lâu sau, Trung Nguyên xảy ra chiến loạn, tiến đến thời kỳ Ngũ đại Thập quốc. Năm 902, Thuấn Hóa Trinh chết, đời sau bị Thanh bình quan Trịnh Mãi Tự sát hại. Chính quyền nhà Mông của Nam Chiếu diệt vong, họ Trịnh lên nắm quyền đất nước. Thuấn Hóa Trinh được sử gọi là Trung Hưng đế, cũng xưng Hiếu Ai đế.

## Niên hiệu
- Trung Hưng: 897-902